# Violet Oakley

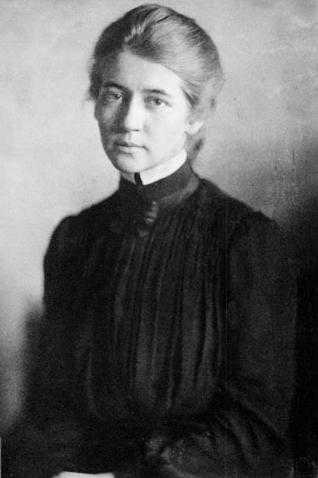
Porträt von Edwin Austin Abbey: Violet Oakley, um 1902

Violet Oakley (* 10. Juni 1874 in Bergen Heights, New Jersey; † 25. Februar 1961 in Philadelphia, Pennsylvania) war eine US-amerikanische Malerin, Illustratorin, Schriftstellerin und Pazifistin.

## Leben
Violet Oakley stammte aus einer angesehenen Künstlerfamilie. Ihre Eltern waren Arthur Edmund Oakley und Cornelia Swain, beide Großväter waren Mitglieder der National Academy of Design in New York. Schon früh erkannte man Oakleys Talent. 1892 studierte sie an der Art Student's League in New York, ein Jahr darauf ging sie auf Studienreise nach England und Frankreich. Nach ihrer Rückkehr in die USA, im Jahr 1896, schrieb sie sich an der Pennsylvania Academy of the Fine Arts ein. Kurz darauf wechselte Oakley an die Drexel University zu Howard Pyle, der ihre Arbeit, die stark von den Präraffaeliten beeinflusst war, bewunderte. Violet Oakley war berühmt für ihre Wandmalereien und Fresken. Später wurde sie Dozentin an der Pennsylvania Akademie der Bildenden Künste.
1929 wurde Violet Oakley in New York zum Mitglied (NA) der National Academy gewählt.